# エアトラン航空
エアトラン航空（エアトランこうくう、AirTran Airways）は、かつて存在した、フロリダ州・オーランドを本拠とする、アメリカ合衆国の格安航空会社である。

## 概要
アトランタ空港をハブ空港、オーランド国際空港を準ハブ空港とし、アメリカ合衆国南部、中西部 、東部を中心とする路線網を持っていた。ボーイング717型機の運航では世界最大規模であった。
機内誌は「GO」がある。

## 歴史
1993年6月に設立され、同年10月に運航を開始、1994年8月に現在の名称となった。
1997年7月、同じく格安航空会社であり前年に航空事故を起こしていたバリュージェット航空と合併した。これには「逆さ合併（reverse merger）」と呼ばれる手法が用いられ、旧エアトラン航空を吸収したバリュージェット航空が、その直後に「エアトラン航空」に社名変更して存続するという形式であった。これは事故によってバリュージェット航空の顧客イメージが低下し、経営不振になったために取られた措置であった（→詳しくはバリュージェット航空592便墜落事故を参照）。
1997年、従来の「先着順・全席自由席」を改めて、座席指定が開始された。また、従来の「全席エコノミークラス」を改め、ビジネスクラス席が導入された。1999年9月、世界で初めてボーイング717型機の納入を受け、翌10月から運用を開始した。2000年12月、初めての国際線事業として「アトランターグランド・バハマ島」路線が開設された。2003年には、デンバー、ラスベガス、ロサンゼルスへのアメリカ大陸横断便の運航を開始している。

## 規模拡大
特に2003年以降において、路線規模の拡大が顕著である。2003年7月、エアトランは100機のボーイング737を発注している。2006年11月、同じく格安航空会社であるフロンティア航空とのあいだにマイレージプログラムにおける提携を結んでいる。
2010年9月27日、サウスウエスト航空がエアトランを買収することで合意、2011年5月2日には買収手続きを完了したとサウスウエストから発表された。
2012年5月22日、サウスウエスト航空はボーイング717全機をデルタ航空へリースすることを発表。
2014年12月28日、統合に伴うエアトランのエアトラン便名による最終便が運航を終え、サウスウエスト航空に事実上吸収される形で、エアトランはその20余年にわたる歴史に幕を下ろした。

## 保有・運航機材

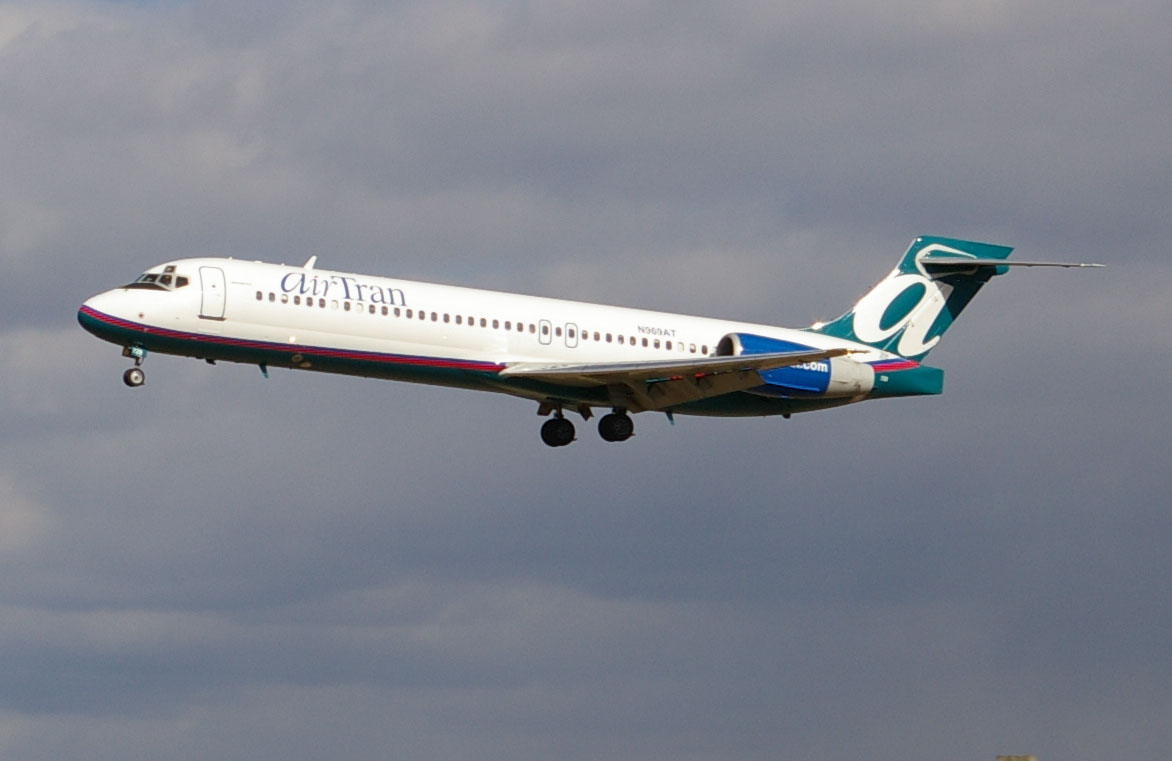
エアトランのボーイング717型機

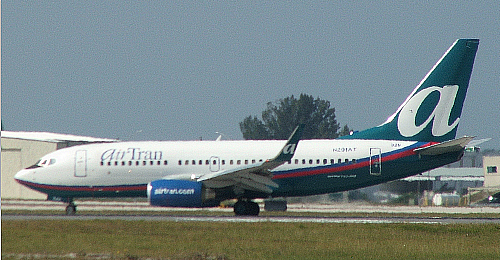
エアトランのボーイング737型機

- ボーイング717-200　86機
- ボーイング737-700　52機

（2010年9月現在）